# Crichtonsaurus
Crichtonsaurus („ještěr (Michaela) Crichtona“) je rod vyhynulého ankylosauridního dinosaura, který žil na území současné severovýchodní Číny asi před 100 až 90 miliony let (geologické stupně cenoman až turon) v období počátku svrchní křídy.

## Historie

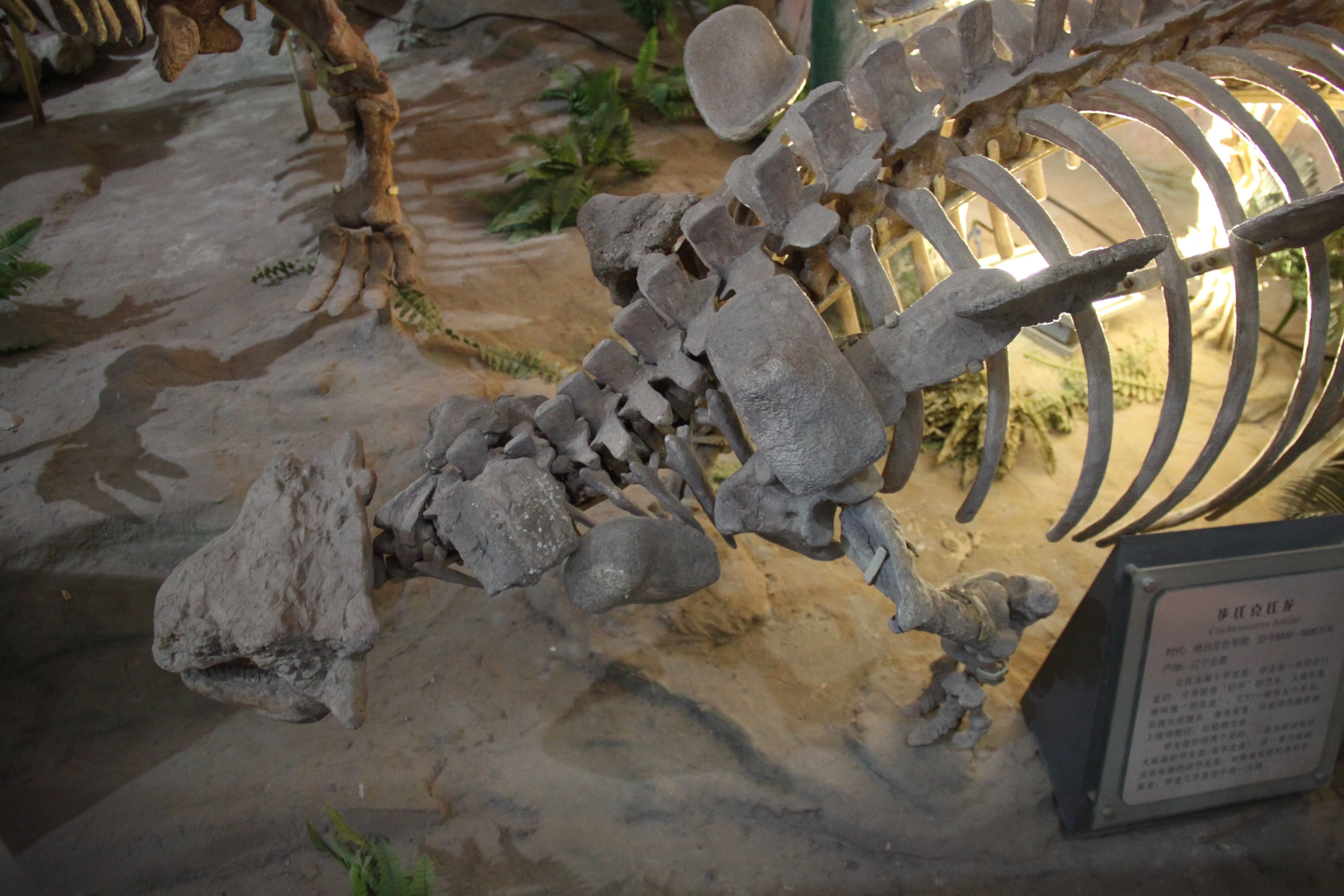
Přední část rekonstruovaného skeletu druhu Crichtonsaurus bohlini.

Fosilie tohoto ankylosaurida byly objeveny v roce 1999 nedaleko města Pej-pchiao (angl. Beipiao) na území provincie Liao-ning v severovýchodní Číně. V roce 2002 je formálně popsal čínský paleontolog
Tung Č’-ming pod jménem Crichtonsaurus bohlini. Rodové jméno představuje poctu autorovi románu Jurský park, americkému spisovateli Michaelu Crichtonovi, druhové je připomínkou švédského paleontologa Birgera Bohlina, který vykonal množství výzkumné paleontologické práce v Číně v první polovině 20. století. Holotyp nese označení IVPP V12745 a má podobu částečně dochované kostry, objevené v sedimentech souvrství Sun-ťia-wan (angl. Sunjiawan). V roce 2014 prováděla revizi fosilního materiálu odbornice na ankylosaury Megan Victoria Arbourová a v rámci své dizertační práce konstatovala, že se jedná o nomen dubium (pochybný a potenciálně neplatný druh).
Historie tohoto taxonu je poměrně spletitá a spojená s dalším, podobně pojmenovaným ankylosaurem. Holotyp druhu Crichtonpelta benxiensis s označením BXGMV0012 byl objeven na stejné lokalitě v provincii Liao-ning. V roce 2007 byl dinosaurus popsán skupinou čínských paleontologů jako Crichtonsaurus benxiensis, později byl ale tento rod označen za nomen dubium a v roce 2014 bylo stanoveno nové binomické jméno Crichtonpelta benxiensis. O rok později byl stanoven nový taxon Victorií Arbourovou a Philipem J. Curriem. Rodové jméno je opět poctou spisovateli Michaelu Crichtonovi. 

## Popis
Crichtonpelta byl podobně jako jeho příbuzný menším zástupcem ankylosauridů, dosahoval délky asi 3,5 metru a hmotnosti kolem 500 kg. Fosilní zuby objevené v sedimentech souvrství Sunjiawan mohou rovněž patřit tomuto středně velkému ankylosauridovi.